# Zoltán Ambrus
Zoltán Ambrus (n. 22 februarie 1861, Debrețin - d. 28 februarie 1932, Budapesta) a fost un scriitor, romancier, critic literar și publicist maghiar.